# Јаков Миловић
Јаков Миловић (Бодериште, 1873 — Мелерсдорф код Беча, 16. април 1916) је био српски тежак (кмет), члан Младе Босне и учесник Сарајевског атентата на аустроугарског надвојводу Франца Фердинанда.
Рођен је у Бодеришту, али је дуго живео у Обријежу код Бијељине, где је основао породицу и имао петоро деце. Због помоћи Гаврилу Принципу и Трифку Грабежу да 1. јуна 1914. године оду до куће Обрена Милошевића и тамо преузму торбу са оружјем (четири пиштоља, меци и бомбе), одакле су уз помоћ Вељка Чубриловића отишли за Тобут код Митра Керовића, суђено му је у Сарајевском процесу.
Осуђен је на доживотну казну тешке робије, коју је служио у Мелерсдорфу код Беча.
Умро је 16. априла 1916. године од последица промрзлина, глади и тортуре, у казниони Мелерсдорф код Беча. Касније су његови посмртни остаци пренети у Капелу видовданских јунака у Сарајеву.